# 周立波 (演员)
周立波（1967年4月22日—），祖籍浙江宁波镇海，生于上海，中国滑稽剧演员、节目主持人，“海派清口”创始人。

## 生平
1981年进入上海滑稽剧团，师从上海曲艺界人士周柏春。1990年代初因毆打未婚妻离开舞台。2006年12月1日，在安福路戏剧沙龙开第一场海派清口专场演出。2008年底，周立波相繼表演了《笑侃三十年》、《笑侃大上海》等海派清口節目。其艺术形式为一个人，一个提示夹，一张椅子，以上海话脱口秀的形式演出2个小时。 2010年成为中国大陆娱乐节目《中国达人秀》的评委。2016年7月8日，于纽约卡内基音乐厅上演海派清口专场《唱别人的歌，说自己的笑话》。

## 演出风格
周立波的“海派清口”在一定程度参考了香港演员黄子华的栋笃笑表演。黄子华是第一个将英文世界的Stand-up comedy表演以粤语进行的演员。周立波的表演则为类似表演模式的上海话版。

## 演出作品
- 《第二次投胎》[3]
- 《笑侃大上海》
- 《笑侃三十年》
- 《我为财狂》
- 《笑侃百年》
- 《周游中国》《周游世界》
- 《唱别人的歌，说自己的笑话》

## 电视节目
- 《壹周·立波秀》
- 《中国达人秀》
- 《中国梦想秀》
- 《出彩中国人》

## 电视剧
- 《家里比较烦》，饰演周家长子，和吕凉等合作，情景喜剧
- 《我的老豆是大佬》（原名《噱占上海滩》），饰演刘天宝，情景喜剧。不少广东人因此观看此剧。
- 《噱占上海滩》，饰演刘天宝，老上海沪语情景喜剧
- 《娱乐没有圈》，精神病医生（客串）

## 电影
- 《唐伯虎点秋香2》，饰演文征明

## 主要演出场
- 2006年－2007年 《海派清口》（兰心大戏院）
- 2008年末－2009年初 《笑侃30年》（美琪大戏院）
- 2009年5月－今 《笑侃大上海》（美琪大戏院）
- 2009年11月 《我为财狂》（美琪大戏院）
- 2014年5月《笑侃百年》（【上海梅赛德斯奔驰文化中心】）
- 2016年7月《唱别人的歌，说自己的笑话》（【纽约卡内基音乐厅】）

## 家庭
1990年，23岁的周立波與一位29岁已婚女性戀愛，並因此打瞎当时激烈反对他們戀愛的女友父亲的一只眼睛，被迫离开舞台。但該位名叫張潔的女友，却最終嫁給了他。周立波被判刑4年，經減刑后，被關押205天后被釋放。不過，後來周立波又與妻子發生情變，兩次結婚又兩次離婚。2009年周立波單方面宣稱已經第二次與妻子離婚。但妻子張潔矢口否認，稱雙方只簽定了離婚協議，但並沒有辦理。妻子張潔開博客揭露周立波過去爲人的種種“惡行”，包括周立波的家庭暴力，重婚罪，吸毒等等。
从2009年7月5日开始，网上出现名为“周立波太太张洁的博客”，不断以“周太太”的名义爆出周立波的“前尘旧事”。
2010年12月18日，周立波与温州洁瓴不锈钢制品有限公司董事长胡洁在上海香格里拉大酒店举行盛大慈善婚典，吴征、黄晓明、任贤齐、程雷、陈国庆等六位出任伴郎。出席周立波婚礼的演艺界人士还有崔永元、杨澜、陈凯歌、陈红、成龙、刘嘉玲、陈鲁豫等。

## 争议

### 演出内容爭議
周立波在演出時，不时會把自己與北方笑星作比較。比如，他向觀眾經常暗示自己是“喝咖啡的”，把郭德綱則比喻成“吃大蒜的”，並说“吃大蒜只管自己吃得香，不管别人闻得臭；喝咖啡是把苦自己吞下，把芳香洒向人间”。 但當記者問到此种比喻是否得當時，周立波又說“各美其美”，“毫无贬损”。針對小瀋陽，周立波则說他“想不通一个大男人怎么穿着苏格兰裙，走路怎样，说话怎样，真想问小沈阳‘你这是为什么呢？’”对于周立波的上述言论，郭德綱回應說：“他（周立波）怎麽知道我是喝咖啡的？我最爱喝咖啡，上面还撒点蒜末。”，而小瀋陽則根本沒有回應。
在2015年8月5日播出的《中国梦想秀》中，周立波在被养父母带大的張懿（肖晶晶）不知情的情况下，将其亲生父母请上台，要求張懿（肖晶晶）认亲。节目一播出，立即引来无数网友的谴责声，周立波和该节目也受到质疑被指“道德绑架”。
此外，周立波的表演也常常涉及地域因素。周曾在壹周立波秀节目录制时间内说“我把所有对上海人的偏见，都归类到嫉妒，我认为就是嫉妒……有一个数据可以表明，所有说上海不好的人，这个地方的GDP真的是上海的零头，广东人很少说上海人的不是。”

### 捲入槍毒案件
2017年1月19日，据《北美世界日报》报道，周立波在美国长岛被警察拦截搜查。警方从车上搜出可卡因与枪支，当场逮捕周立波与另一男子唐爽（1986年7月30日-），并于20日受审此案。但周立波工作人员表示消息的真实性无法确认，需要等待核实，之后经纽约州拿騷縣警察局确认，其被捕的消息属实。据纽约州拿騷縣警察局的一份新闻公报显示，周立波是在纽约时间1月19日凌晨在小镇拉廷敦因其驾驶的奔驰车“车行不正常”（蛇行）和司机“开车打手机”被警察拦下的。二人被指控非法持有管制药物、非法持有武器、非法持有枪支，周立波还被加控开车使用手机。而与周立波随行的男子唐爽是来自四川成都，曾就读于成都七中、复旦大学，后到麻省理工学院攻读材料科学与工程学系理学博士，現為紐約州立大學材料科學系助理教授，住皇后區。唐爽曾登上麻省理工学院网站的首页，其首页报道文章中提到了他的物理理论，被命名为“唐爽-崔瑟豪斯理论”。另外他还拥有其他头衔。周立波与唐爽于1月20日接受传讯。周立波缴纳5000美元保释金，获得保释后，在其夫人和律师陪同下离开。而他们的案件也将于3月9日继续审理。在周立波获得保释后，他面對媒體的第一句話是「感謝祖國」，他也就此事件表示“所持的槍支是合法的”。至於檢方稱車上毒品屬於他與當時同車的唐爽，他反駁稱「沒有毒品」、「沒有事」，并表示他已找到老友律師莫虎幫忙，称「中國人幫中國人」。交保后的1月23日，周立波就该事件致歉，并再次自陈清白，表示“要进一步加强私德建设，摒弃自小养成的玩枪舞棍习气。至于黄赌毒，本人过去、现在、将来，都不会感兴趣”，更表示“事实和法律将还我清白”。
周立波涉毒涉枪案此后在纽约州拿骚县法院进行了11次的庭审，期间周立波因“不懂英语”为由要求撤案。2018年6月4日（美国东岸时间），纽约州拿骚县法院接受了周立波撤案的申请，认可律师作出的周立波不懂英语、枪支毒品无其DNA、警方搜车不合法的撤案动议，其主要证据已被排除，检方已对包括涉毒、涉枪等在内的罪名撤诉，周立波本人亦无罪释放。而周立波对开车时接听电话的指控未予否认，其因此因交通违章，被罚款150美元。周立波於6月30日從上海浦東機場回國。
2018年7月4日，出獄後回國的周立波發佈微博爆料稱身為退伍軍人的北方某省長原書記的女婿“某某”去年登門拜訪時邀請他一同打獵，將槍枝、毒品放入他的背囊中，嫁禍給自己。然而他未有說出對方的名字，僅強調會保留追究責任、索償的權利，「給自己和家人一個交代」。同時，周立波接受了王志安節目《局面》的專訪，講述案件始末。對此，周立波首任辯護律師莫虎發表聲明，表示對周立波回國后的“信口雌黃”感到“震驚”，澄清實情非周立波所述，認為會在必要時講出事件真相。莫虎於7月14日正式向纽约高等法院遞交訴訟狀，起訴周立波“編織謊言，侮辱誹謗”，他要求对周立波的懲罰性賠償金額不少于1000万美元，撤回誹謗言論，公开賠禮道歉。7月20日，周立波发布数条声称出自“某某”的语音，当中“某某”提到自己将案件所涉及的枪支放进周立波的袋子，枪是在大家都不知情的情况下被带走的，而毒品是唐爽的。然而，“某某”之后接受王志安采访时否认了周立波的描述，指出周立波（其称涛涛）及其夫人胡洁（其称妇女）才是事件的肇始。最终，周立波在7月24日晚间发表长文总结案件，宣布“休战”，不再提及此事。然而在7月26日，一香港居民汪大强实名举报周立波涉枪涉毒。这一举报信的照片直至9月30日才被媒体公开。
2019年11月4日，唐爽在微博上发布一张司法鉴定书称，在10月12日上海市长宁区人民法院受理原告周立波、胡洁与被告唐爽网络侵权责任纠纷一案中，周立波向法院提出申请，要求对是否吸食毒品进行鉴定。鉴定头发总长为3厘米，鉴定意见指出检出甲基苯丙胺（冰毒）成分，未检出单乙酰吗啡、吗啡、四氢大麻酚和氯胺酮成分。。11月5日晚，周立波指唐爽是混淆视听，鉴定报告不是法院判决，也不是最终结果。唐爽的行为违背法庭禁令，利用这种方式挑唆民意。